# Huron
Huroner eller wendat är en av Nordamerikas urbefolkningar. 

## Samhällsliv

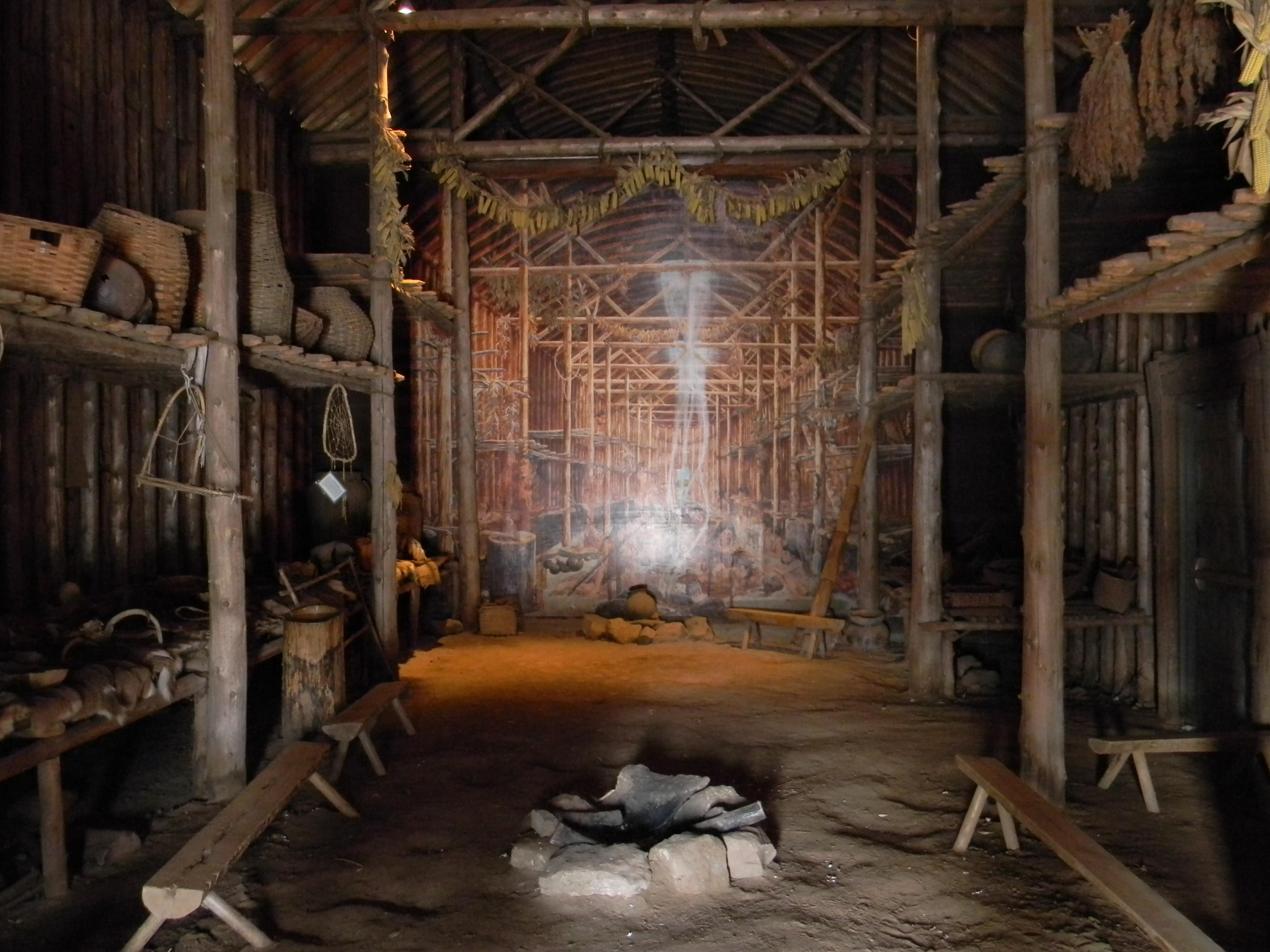
Insidan av ett huronskt långhus (rekonstruktion).

Huronerna levde i nuvarande Ontario, vid Ontariosjön, när européerna kom till området, och var egentligen ett förbund av fyra olika irokesiska folk. Deras samhällen omfattade i början av 1600-talet cirka 20 000 personer. De levde i fasta palissadomgivna byar och odlade majs, grönsaker och tobak och flyttade till nya boplatser först när jorden var utsugen. De hade en komplex organisation. Ett fixerat antal kvinnovalda hövdingar svarade för de uråldriga lagarnas efterlevnad, medan militära ärenden sköttes av särskilda krigshövdingar. Privat äganderätt iakttogs strängt, vare sig det handlade om lösöre eller markegendom. Huronerna utövade en antropomorfiserad naturreligion. Gudavärldens rangskala var ytterst bestämd. I den noggranna ritualen spelade dödskulten stor roll.

## Historia

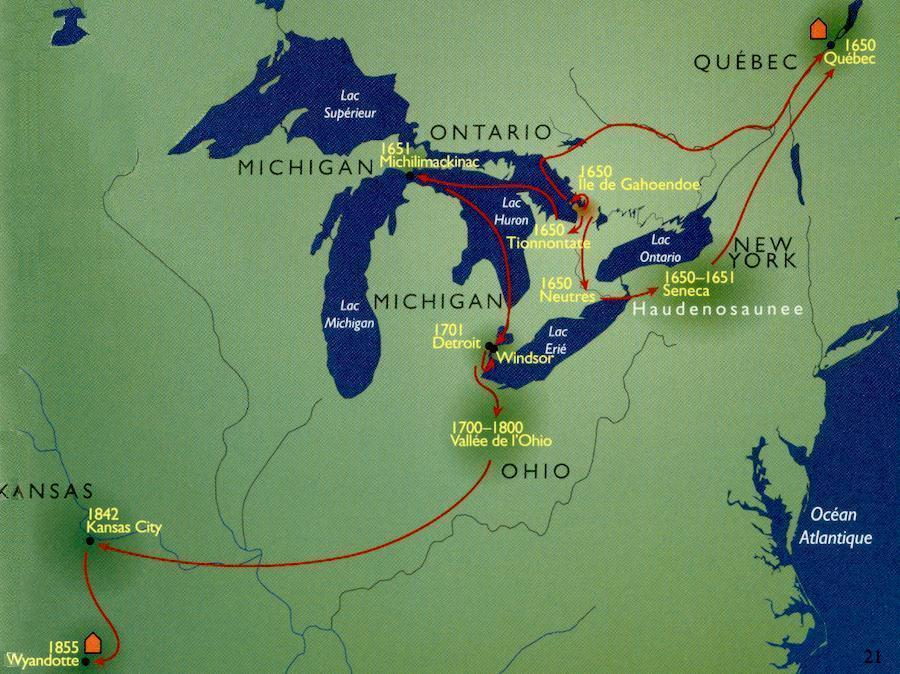
Huronernas dislokation

Under början av 1600-talet utkämpade huronerna ständigt blodiga krig med Irokesförbundet vilket 1649 förintade huronförbundet politiskt och demografiskt. Detta ledde till att de överlevande skingrades i små grupper, som delvis blandades med andra folk, delvis skapade en ny etnicitet, wyandoter. Den enda grupp som behöll sin huronska etnicitet flydde till staden Québecs närhet, där de tilldelades ett reservat och en indianmission Village-des-Hurons. De förenade sig sedan med andra irokesiska och algonkinska grupper till ett förbund, Kanadas sju nationer, för att bekämpa irokesförbundet.

## Moderna huroner
Nation Huronne-Wendat de Wendake, vid Wendake, som numera ligger inom Québecs stadsgräns, har omkring 3 000 medlemmar.

## Folke Cronholms huron-wendat-dräkt
Den svenske generalkonsuln i Quebec, Folke Cronholm, utsågs till hedersmedlem i december 1905 av huron-wendat i reservatet Wendake i den tidigare staden Lorette (numera del av Quebec). Vid ceremonin var bland annat kung Oscar II närvarande. Cronholm fick vid detta tillfälle en dräkt som endast skulle bäras av hövdingar. Den är tillverkad av Miss Caroline Gros Louis (1876-1941). I samband med detta fick han även hedersnamnet 'Tsa8enhohi, Gamen'. Dräkten donerades 1936 till Etnografiska museet tillsammans med det diplom som han fick för sitt arbete.